# Mean Machine
Mean Machine är en brittisk dramafilm från 2001 i regi av Barry Skolnick, med före detta fotbollsspelaren Vinnie Jones i huvudrollen. Den är en nyinspelning av den amerikanska filmen Benknäckargänget från 1974, fast med fotboll istället för amerikansk fotboll. Många av skådespelarna medverkar också i filmerna Lock, Stock and Two Smoking Barrels från 1998 och Snatch från år 2000.

## Handling
Filmen handlar om den engelska fotbollsspelaren Danny "The Mean Machine" Meehan (spelad av Vinnie Jones) som en gång var lagkapten i det engelska landslaget i fotboll och mycket rik. Efter att ha förlorat alla sina pengar i hasardspel och dessutom ådragit sig stora skulder, känner han sig tvingad att tjäna pengar genom att göra så att hans lag förlorar i en landskamp. Efter att ha blivit ertappad med rattfylleri och dessutom ha misshandlat två polismän blir han intagen i Longmarshfängelset. Där blir han tillfrågad att träna vakternas lag som spelar i en amatörliga. Men han tränar i stället fångarnas lag inför en träningsmatch mot vakterna inför deras säsong.